# Robert Küssel
Robert Küssel (* 13. Mai 1895 in Gleiwitz, Oberschlesien, Deutsches Reich; † 29. September 1970 in Berlin) war ein deutscher Musiker (Cellist), Kapellmeister, Komponist und Filmkomponist.

## Leben und Wirken
Robert Küssel, ein Sohn von Gastronomen, besuchte die Bürgerschule im heimatlichen Gleiwitz. Anschließend ließ er sich an der Herzoglichen Musikschule Bauden (Oberschlesien) künstlerisch ausbilden. Bis 1928 wirkte er anschließend als Obercellist an diversen Orchestern, ehe er sich ab 1929 als Komponist zu betätigen begann.
Küssel hat sich vor allem einen Namen mit Marschmusiken gemacht. In den 1930er-Jahren kamen auch mehrere Kompositions-Aufträge für minder bedeutenden Filme hinzu, im Dritten Reich bediente er vor allem Produktionen mit soldatischen Themen. Er hat auch als Kapellmeister gewirkt.
Zum 1. November 1932 trat Küssel der NSDAP bei (Mitgliedsnummer 1.370.618).

## Filmografie (komplett)
- 1933: Die vom Niederrhein
- 1933: Die Fahrt ins Grüne
- 1934: Eine Siebzehnjährige
- 1936: Soldaten – Kameraden
- 1938: Kameraden auf See
- 1939: D III 88
- 1952: Drei Tage Angst

## Belege
1. ↑  Jürgen Wölfer / Roland Löper: Das große Lexikon der Filmkomponisten. Berlin 2003, S. 295
2. ↑  Robert Küssel: “Soldaten-Kameraden”
3. ↑  Robert Küssel: „Löwengeschwader-Marsch“
4. ↑  Bundesarchiv R 9361-IX KARTEI/23970783
5. ↑  Fred K. Prieberg: Handbuch Deutsche Musiker 1933–1945. CD-ROM-Lexikon, Kiel 2009, 2. Auflage, S. 4331

| Personendaten    | Personendaten                                                 |
| ---------------- | ------------------------------------------------------------- |
| NAME             | Küssel, Robert                                                |
| KURZBESCHREIBUNG | deutscher Cellist, Kapellmeister, Komponist und Filmkomponist |
| GEBURTSDATUM     | 13. Mai 1895                                                  |
| GEBURTSORT       | Gleiwitz, Oberschlesien, Deutsches Reich                      |
| STERBEDATUM      | 29. September 1970                                            |
| STERBEORT        | Berlin                                                        |